# پدرو تابرنر
پدرو تابرنر (انگلیسی: Pedro Taberner; ۱۱ نوامبر ۱۹۴۶ – ۵ ژوئن ۲۰۲۱) بازیکن فوتبال اهل اسپانیا بود.
از باشگاه‌هایی که در آن بازی کرده‌است می‌توان به باشگاه فوتبال سلتاویگو و باشگاه ورزشی رئال مایورکا اشاره کرد.